# ФК Отрант Олимпик
Фудбалски клуб Отрант Олимпик, црногорски је фудбалски клуб из Улциња, који се такмичи у Првој лиги Црне Горе. Три пута је освојио зону Југ у оквиру Треће лиге и пет пута четврти степен такмичења у оквиру СФР Југославије и државне заједнице Србије и Црне Горе.
Утакмице као домаћин игра на стадиону Олимпик или на стадиону Академија на Великој плажи.

## Историја
Основан је 1921. године под именом Олцинијум, а до 1941. играо је само незваничне утакмице. Послије Другог свјетског рата промијенио је име у Бјелогорац. Од почетка 1970-их промијенио је име у Улцињ и такмичио се у Четвртој лиги Југ, последњем степену фудбалских такмичења у СФР Југославији. У сезони 1977/78. остварио је највећи успјех у историји клуба пласиравши се по први пут у Републичку лигу, испред Морнара.
Године 1983. клуб је преименован у Отрант, а почетком 1990-их престао је да се такмичи на једну сезону. До 2006. углавном је играо у четвртом степену такмичења, уз понеки пласман у трећи степен. and
Након осамостаљења Црне Горе на Референдуму 2006. године, такмичење је почео у Јужној регији у оквиру Треће лиге, гдје је у првој сезони освојио титулу и пласирао се у Другу лигу завршивши први у плеј-офу против побједника Сјеверне и Средње регије — Текстилца и Искре. У Другој лиги се такмичио четири сезоне заредом, а у сезони 2009/10. побиједио је Рибницу 12 : 2, чиме је поставио рекорд Друге лиге. У сезони 2010/11. испао је у Трећу лигу, гдје се такмичио током двије сезоне након чега је угашен из финансијских разлога, а у сезони 2013/14. у Трећој лиги се такмичио и освојио је Федерал из Улциња, који је основан 2010. и првих година такмичиле су се само млађе категорије.
Клуб је поново покренут 2015. а 22. јула 2015. преименован је у Отрант Олимпик. У сезони 2015/16. освојио је Јужну регију по други пут и пласирао се у Другу лигу као другопласирани у баражу против Челика и Полимља. У сезони 2016/17. завршио је на трећем мјесту у Другој лиги, иза Кома и Ибра и учествовао је у баражу за пласман у Прву лигу, гдје је изгубио од Рудара. Послије четири узастопне сезоне у Другој лиги, у сезони 2019/20. завршио је на последњем мјесту на табели и заједно са Ловћеном испао је у Трећу лигу зона Југ. Сезону 2020/21. завршио је на четвртом мјесту, док се у Другу лигу пласирало Цетиње. У сезони 2021/22. на утакмици претпоследњег кола против Будве у гостима на стадиону Лугови, која је одлучивала о томе који тим ће ићи у бараж за пласман у Другу лигу, присуствовало је преко хиљаду гледалаца, чиме је постављен рекорд у Трећој лиги Црне Горе у било којој регији. Неколико дана раније, на свим утакмицама 30. кола Прве лиге присуствовало је око 1.300 гледалаца. На утакмици је побиједио Отрант, који је тако освојио титулу по трећи пут, бод испред Будве, а у плеј-офу завршио је на другом мјесту, иза ОФК Никшића и пласирао се у Другу лигу. Сезону 2022/23. завршио је на седмом мјесту.
У сезони 2023/24. завршио је на другом мјесту у Другој лиги, након чега је у баражу побиједио ОФК Младост ДГ у двомечу и по први пут у историји пласирао се у Прву лигу.

## Резултати у такмичењима у Црној Гори
| Сезона   | Ранг             | Лига                      | Бр.екипа         | Позиција         | Куп              |
| -------- | ---------------- | ------------------------- | ---------------- | ---------------- | ---------------- |
| 2006/07. | 3                | Трећа лига — Јужна регија | 7                | 1. мјесто        | Осмина финала    |
| 2007/08. | 2                | Друга лига                | 12               | 10. мјесто       | Осмина финала    |
| 2008/09. | 2                | Друга лига                | 12               | 4. мјесто        | Осмина финала    |
| 2009/10. | 2                | Друга лига                | 12               | 10. мјесто       | Прво коло        |
| 2010/11. | 2                | Друга лига                | 12               | 11. мјесто       | Прво коло        |
| 2011/12. | 3                | Трећа лига — Јужна регија | Непознато        | 2. мјесто        | Није учествовао  |
| 2012/13. | 3                | Трећа лига — Јужна регија | Непознато        | 4. мјесто        | Није учествовао  |
| 2013/14. | Није се такмичио | Није се такмичио          | Није се такмичио | Није се такмичио | Није се такмичио |
| 2014/15. | Није се такмичио | Није се такмичио          | Није се такмичио | Није се такмичио | Није се такмичио |
| 2015/16. | 3                | Трећа лига — Јужна регија | 7                | 1. мјесто        | Није учествовао  |
| 2016/17. | 2                | Друга лига                | 12               | 3. мјесто        | Прво коло        |
| 2017/18. | 2                | Друга лига                | 10               | 5. мјесто        | Осмина финала    |
| 2018/19. | 2                | Друга лига                | 10               | 4. мјесто        | Прво коло        |
| 2019/20. | 2                | Друга лига                | 10               | 10. мјесто       | Прво коло        |
| 2020/21. | 3                | Трећа лига — Југ          | 9                | 6. мјесто        | Није учествовао  |
| 2021/22. | 3                | Трећа лига — Југ          | 8                | 1. мјесто        | Није учествовао  |
| 2022/23. | 2                | Друга лига                | 10               | 7. мјесто        | Није учествовао  |
| 2023/24. | 2                | Друга лига                | 10               | 2. место         | Није учествовао  |
| 2024/25. | 1                | Прва лига                 | 10               | 10. место        | Осмина финала    |

## Успјеси
| Такмичење                      | Такмичење                      | Број                           | Година                         |                                |                                |
| Трећа лига Црне Горе — Југ — 3 | Трећа лига Црне Горе — Југ — 3 | Трећа лига Црне Горе — Југ — 3 | Трећа лига Црне Горе — Југ — 3 | Трећа лига Црне Горе — Југ — 3 | Трећа лига Црне Горе — Југ — 3 |
| ------------------------------ | ------------------------------ | ------------------------------ | ------------------------------ | ------------------------------ | ------------------------------ |
| Трећа лига                     | Првак                          | 3                              | 2006/07, 2015/16, 2021/22      |                                |                                |
| Куп регије Југ — 1             |                                |                                |                                |                                |                                |
| Регионални куп                 | Побједник                      | 1                              | 2006                           |                                |                                |
| Регионални куп                 | Финалиста                      | 1                              | 2011                           |                                |                                |